# Friederike Thieme
Friederike Thieme (ur. 16 kwietnia 1987) – niemiecka, siatkarka, reprezentantka kraju  grająca jako przyjmująca.
Obecnie występuje w drużynie Dresdner SC.

## Sukcesy

### klubowe
- Mistrzostwa Niemiec:
  -  1999, 2007
  -  2008, 2012
- Puchar Niemiec:
  -  1999, 2002, 2010
- Puchar Challenge:
  -  2010
  -  2008